# Vukašin Poleksić
Vukašin Radomir Poleksić (in serbo Вукашин Радомир Полексић?; Nikšić, 30 agosto 1982) è un ex calciatore montenegrino e precedentemente serbo-montenegrino, fino alla scissione della Serbia e Montenegro in due stati indipendenti occorsa nel 2006. Giocava nel ruolo di portiere e ha vestito la maglia della nazionale montenegrina. Possiede il passaporto ungherese.

## Carriera

### Club
Crebbe calcisticamente nel Sutjeska, formazione della massima serie serbo-montenegrina, dove collezionò 56 presenze.
Nel 2002 si trasferì al Lecce, squadra della Serie B italiana, con cui totalizzò 2 presenze facendo da vice a Generoso Rossi, con esordio il 1º novembre 2002 in Cagliari-Lecce (1-1), subentrando nel secondo tempo a Giorgio Di Vicino dopo l'espulsione di Rossi. Nella stagione successiva debuttò in Serie A il 7 dicembre 2003, sempre con i salentini, in Lecce-Parma (1-2), subendo l'espulsione dopo trenta minuti di gioco. Nel 2003-2004 mise a referto 6 presenze nella massima serie italiana, nonostante fosse la riserva prima di Marco Amelia e poi di Vincenzo Sicignano.
Dopo il ritorno nel Sutjeska, nel 2006 si trasferì nel campionato ungherese di calcio con il Tatabánya. Nel 2007 è passato al Debreceni VSC, di cui è il portiere titolare. Il portiere ha scontato una squalifica biennale a partire dal 2010 per aver tentato di truccare una partita tra la sua squadra il Debreceni e la Fiorentina durante la Champions League del 2009 e Poleksic dovrà rimanere fermo dall'attività agonista fino al 30 giugno 2012. Nel 2011 ha fatto ricorso al TAS di Losanna che non gli revoca la squalifica non consentendogli così di tornare a giocare.

### Nazionale
Dopo l'indipendenza del Montenegro e l'istituzione della nazionale montenegrina ha scelto di farvi parte e vi ha esordito il 24 marzo 2007, in occasione della prima partita del Montenegro (amichevole contro l'Ungheria). In precedenza aveva collezionato una presenza nella nazionale serbomontenegrina contro l'Ecuador, rilevando al 90º minuto Dragoslav Jevrić.
Il 15 ottobre 2008, nella partita contro l'Italia valevole per le qualificazioni al campionato mondiale 2010, giocò allo stadio Via del mare di Lecce contro l'ex compagno nel Lecce e collega di reparto Marco Amelia, anch'egli titolare della propria nazionale causa il forfait di Gianluigi Buffon; la partita terminò 2-1 a favore della nazionale italiana.

## Statistiche

### Cronologia presenze e reti in nazionale

#### Jugoslavia
| Cronologia completa delle presenze e delle reti in nazionale ― Jugoslavia | Cronologia completa delle presenze e delle reti in nazionale ― Jugoslavia | Cronologia completa delle presenze e delle reti in nazionale ― Jugoslavia | Cronologia completa delle presenze e delle reti in nazionale ― Jugoslavia | Cronologia completa delle presenze e delle reti in nazionale ― Jugoslavia | Cronologia completa delle presenze e delle reti in nazionale ― Jugoslavia | Cronologia completa delle presenze e delle reti in nazionale ― Jugoslavia | Cronologia completa delle presenze e delle reti in nazionale ― Jugoslavia |
| Data                                                                      | Città                                                                     | In casa                                                                   | Risultato                                                                 | Ospiti                                                                    | Competizione                                                              | Reti                                                                      | Note                                                                      |
| ------------------------------------------------------------------------- | ------------------------------------------------------------------------- | ------------------------------------------------------------------------- | ------------------------------------------------------------------------- | ------------------------------------------------------------------------- | ------------------------------------------------------------------------- | ------------------------------------------------------------------------- | ------------------------------------------------------------------------- |
| 8-5-2002                                                                  | East Rutherford                                                           | Ecuador                                                                   | 1 – 0                                                                     | Jugoslavia                                                                | Amichevole                                                                | -                                                                         | 90’                                                                       |
| Totale                                                                    |                                                                           | Presenze                                                                  | 1                                                                         |                                                                           | Reti                                                                      | -0                                                                        |                                                                           |

#### Montenegro
| Cronologia completa delle presenze e delle reti in nazionale ― Montenegro | Cronologia completa delle presenze e delle reti in nazionale ― Montenegro | Cronologia completa delle presenze e delle reti in nazionale ― Montenegro | Cronologia completa delle presenze e delle reti in nazionale ― Montenegro | Cronologia completa delle presenze e delle reti in nazionale ― Montenegro | Cronologia completa delle presenze e delle reti in nazionale ― Montenegro | Cronologia completa delle presenze e delle reti in nazionale ― Montenegro | Cronologia completa delle presenze e delle reti in nazionale ― Montenegro |
| Data                                                                      | Città                                                                     | In casa                                                                   | Risultato                                                                 | Ospiti                                                                    | Competizione                                                              | Reti                                                                      | Note                                                                      |
| ------------------------------------------------------------------------- | ------------------------------------------------------------------------- | ------------------------------------------------------------------------- | ------------------------------------------------------------------------- | ------------------------------------------------------------------------- | ------------------------------------------------------------------------- | ------------------------------------------------------------------------- | ------------------------------------------------------------------------- |
| 24-3-2007                                                                 | Podgorica                                                                 | Montenegro                                                                | 2 – 1                                                                     | Ungheria                                                                  | Amichevole                                                                | -1                                                                        | 88’                                                                       |
| 1-6-2007                                                                  | Fukuroi                                                                   | Giappone                                                                  | 2 – 0                                                                     | Montenegro                                                                | Amichevole                                                                | -2                                                                        |                                                                           |
| 3-6-2007                                                                  | Matsumoto                                                                 | Colombia                                                                  | 1 – 0                                                                     | Montenegro                                                                | Amichevole                                                                | -1                                                                        | 46’                                                                       |
| 22-8-2007                                                                 | Podgorica                                                                 | Montenegro                                                                | 1 – 1                                                                     | Slovenia                                                                  | Amichevole                                                                | -1                                                                        |                                                                           |
| 12-9-2007                                                                 | Podgorica                                                                 | Montenegro                                                                | 1 – 2                                                                     | Svezia                                                                    | Amichevole                                                                | -                                                                         | 46’                                                                       |
| 17-10-2007                                                                | Tallinn                                                                   | Estonia                                                                   | 0 – 1                                                                     | Montenegro                                                                | Amichevole                                                                | -                                                                         | 46’                                                                       |
| 26-3-2008                                                                 | Podgorica                                                                 | Montenegro                                                                | 3 – 1                                                                     | Norvegia                                                                  | Amichevole                                                                | -1                                                                        |                                                                           |
| 20-8-2008                                                                 | Budapest                                                                  | Ungheria                                                                  | 3 – 3                                                                     | Montenegro                                                                | Amichevole                                                                | -3                                                                        | 87’                                                                       |
| 6-9-2008                                                                  | Podgorica                                                                 | Montenegro                                                                | 2 – 2                                                                     | Bulgaria                                                                  | Qual. Mondiali 2010                                                       | -2                                                                        |                                                                           |
| 10-9-2008                                                                 | Podgorica                                                                 | Montenegro                                                                | 0 – 0                                                                     | Irlanda                                                                   | Qual. Mondiali 2010                                                       | -                                                                         |                                                                           |
| 15-10-2008                                                                | Lecce                                                                     | Italia                                                                    | 2 – 1                                                                     | Montenegro                                                                | Qual. Mondiali 2010                                                       | -2                                                                        |                                                                           |
| 19-11-2008                                                                | Podgorica                                                                 | Montenegro                                                                | 2 – 1                                                                     | Macedonia                                                                 | Amichevole                                                                | -                                                                         | 46’                                                                       |
| 28-3-2009                                                                 | Podgorica                                                                 | Montenegro                                                                | 0 – 2                                                                     | Italia                                                                    | Qual. Mondiali 2010                                                       | -2                                                                        |                                                                           |
| 1-4-2009                                                                  | Tbilisi                                                                   | Georgia                                                                   | 0 – 0                                                                     | Montenegro                                                                | Qual. Mondiali 2010                                                       | -                                                                         |                                                                           |
| 6-6-2009                                                                  | Larnaca                                                                   | Cipro                                                                     | 2 – 2                                                                     | Montenegro                                                                | Qual. Mondiali 2010                                                       | -2                                                                        | 76’                                                                       |
| 12-8-2009                                                                 | Podgorica                                                                 | Montenegro                                                                | 2 – 1                                                                     | Galles                                                                    | Amichevole                                                                | -                                                                         | cap. 46’                                                                  |
| 5-9-2009                                                                  | Sofia                                                                     | Bulgaria                                                                  | 4 – 1                                                                     | Montenegro                                                                | Qual. Mondiali 2010                                                       | -4                                                                        | cap.                                                                      |
| 9-9-2009                                                                  | Podgorica                                                                 | Montenegro                                                                | 1 – 1                                                                     | Cipro                                                                     | Qual. Mondiali 2010                                                       | -1                                                                        |                                                                           |
| 10-10-2009                                                                | Podgorica                                                                 | Montenegro                                                                | 2 – 1                                                                     | Georgia                                                                   | Qual. Mondiali 2010                                                       | -1                                                                        |                                                                           |
| 14-10-2009                                                                | Dublino                                                                   | Irlanda                                                                   | 0 – 0                                                                     | Montenegro                                                                | Qual. Mondiali 2010                                                       | -                                                                         |                                                                           |
| 3-3-2010                                                                  | Skopje                                                                    | Macedonia                                                                 | 2 – 1                                                                     | Montenegro                                                                | Amichevole                                                                | -2                                                                        | 46’                                                                       |
| 29-5-2010                                                                 | Oslo                                                                      | Norvegia                                                                  | 2 – 1                                                                     | Montenegro                                                                | Amichevole                                                                | -2                                                                        |                                                                           |
| 14-8-2013                                                                 | Žodzina                                                                   | Bielorussia                                                               | 1 – 1                                                                     | Montenegro                                                                | Amichevole                                                                | -1                                                                        |                                                                           |
| 11-10-2013                                                                | Londra                                                                    | Inghilterra                                                               | 4 – 1                                                                     | Montenegro                                                                | Qual. Mondiali 2014                                                       | -4                                                                        |                                                                           |
| 15-10-2013                                                                | Podgorica                                                                 | Montenegro                                                                | 2 – 5                                                                     | Moldavia                                                                  | Qual. Mondiali 2014                                                       | -5                                                                        |                                                                           |
| 17-11-2013                                                                | Lussemburgo                                                               | Lussemburgo                                                               | 1 – 4                                                                     | Montenegro                                                                | Amichevole                                                                | -1                                                                        | cap.                                                                      |
| 23-5-2014                                                                 | Bratislava                                                                | Slovacchia                                                                | 2 – 0                                                                     | Montenegro                                                                | Amichevole                                                                | -2                                                                        |                                                                           |
| 8-9-2014                                                                  | Podgorica                                                                 | Montenegro                                                                | 2 – 0                                                                     | Moldavia                                                                  | Qual. Euro 2016                                                           | -                                                                         |                                                                           |
| 9-10-2014                                                                 | Vaduz                                                                     | Liechtenstein                                                             | 0 – 0                                                                     | Montenegro                                                                | Qual. Euro 2016                                                           | -                                                                         |                                                                           |
| 12-10-2014                                                                | Vienna                                                                    | Austria                                                                   | 1 – 0                                                                     | Montenegro                                                                | Qual. Euro 2016                                                           | -1                                                                        |                                                                           |
| 27-3-2015                                                                 | Podgorica                                                                 | Montenegro                                                                | 0 – 3 tav                                                                 | Russia                                                                    | Qual. Euro 2016                                                           | -                                                                         |                                                                           |
| 14-6-2015                                                                 | Solna                                                                     | Svezia                                                                    | 3 – 1                                                                     | Montenegro                                                                | Qual. Euro 2016                                                           | -3                                                                        | cap.                                                                      |
| 5-9-2015                                                                  | Podgorica                                                                 | Montenegro                                                                | 2 – 0                                                                     | Liechtenstein                                                             | Qual. Euro 2016                                                           | -                                                                         |                                                                           |
| 8-9-2015                                                                  | Chișinău                                                                  | Moldavia                                                                  | 0 – 2                                                                     | Montenegro                                                                | Qual. Euro 2016                                                           | -                                                                         |                                                                           |
| 9-10-2015                                                                 | Podgorica                                                                 | Montenegro                                                                | 2 – 3                                                                     | Austria                                                                   | Qual. Euro 2016                                                           | -3                                                                        | 78’                                                                       |
| 12-11-2015                                                                | Skopje                                                                    | Macedonia                                                                 | 4 – 1                                                                     | Montenegro                                                                | Amichevole                                                                | -4                                                                        |                                                                           |
| 29-3-2016                                                                 | Podgorica                                                                 | Montenegro                                                                | 0 – 0                                                                     | Bielorussia                                                               | Amichevole                                                                | -                                                                         | cap.                                                                      |
| 29-5-2016                                                                 | Ankara                                                                    | Turchia                                                                   | 1 – 0                                                                     | Montenegro                                                                | Amichevole                                                                | -1                                                                        | cap.                                                                      |
| Totale                                                                    |                                                                           | Presenze                                                                  | 38                                                                        |                                                                           | Reti                                                                      | -52                                                                       |                                                                           |

## Palmarès

### Club

#### Competizioni giovanili
- Campionato Primavera: 2

Lecce: 2002-2003, 2003-2004

#### Competizioni nazionali
- Campionato ungherese: 1

Debrecen: 2008-2009